# Karşıyaka Spor Kulübü 2024-2025
Questa voce raccoglie le informazioni riguardanti il Karşıyaka Spor Kulübü nelle competizioni ufficiali della stagione 2024-2025.

## Stagione
La stagione 2024-2025 del Karşıyaka Spor Kulübü è la 53ª nel massimo campionato turco di pallacanestro, la Basketbol Süper Ligi.
All'inizio della nuova stagione la Federazione decise di modificare il regolamento riguardo al numero di giocatori stranieri consentiti per ogni squadra che così venne allargato a sette. Inoltre, per tutta la durata della gara, le squadre devono schierare nel quintetto in campo almeno 1 giocatore di nazionalità turca.

## Roster
Aggiornato al 17 ottobre 2024.
| Pınar Karşıyaka 2024-25 | Pınar Karşıyaka 2024-25 |
| Giocatori               | Staff tecnico           |
| ----------------------- | ----------------------- |

| N. | Naz.                                   | Ruolo | Nome             | Anno | Alt.   | Peso   |  |
| -- | -------------------------------------- | ----- | ---------------- | ---- | ------ | ------ |  |
| 2  | Turchia (bandiera)                     | G     | Eylem Eminoğlu   | 2005 | 194 cm |        |  |
| 3  | Stati Uniti (bandiera)                 | PG    | Errick McCollum  | 1988 | 188 cm | 87 kg  |  |
| 5  | Turchia (bandiera)                     | G     | Efe Yılmaz       | 2006 | 199 cm |        |  |
| 6  | Turchia (bandiera)                     | G     | Ozan Yılmaz      | 2003 | 193 cm |        |  |
| 7  | Stati Uniti (bandiera)                 | P     | Daron Russell    | 2003 | 180 cm | 75 kg  |  |
| 8  | Turchia (bandiera)                     | AG    | Hakan Sayılı     | 2000 | 205 cm |        |  |
| 9  | Stati Uniti (bandiera)                 | AG    | James Webb       | 1993 | 206 cm | 95 kg  |  |
| 10 | Turchia (bandiera)                     | AP    | Ergi Tırpancı    | 2000 | 201 cm | 93 kg  |  |
| 11 | Belgio (bandiera) · Turchia (bandiera) | PG    | Thomas Akyazılı  | 1997 | 190 cm | 88 kg  |  |
| 12 | Finlandia (bandiera)                   | G     | Edon Maxhuni     | 1998 | 188 cm | 84 kg  |  |
| 16 | Francia (bandiera)                     | C     | Jerry Boutsiele  | 1992 | 207 cm | 110 kg |  |
| 17 | Turchia (bandiera)                     | C     | Mehmet Demirel   | 2005 | 214 cm |        |  |
| 19 | Nigeria (bandiera)                     | AC    | Suleiman Braimoh | 1989 | 203 cm | 104 kg |  |
| 20 | Stati Uniti (bandiera)                 | G     | Austin Hollins   | 1991 | 193 cm | 86 kg  |  |
| 21 | Stati Uniti (bandiera)                 | P     | Mike Smith       | 1997 | 180 cm | 84 kg  |  |
| 22 | Stati Uniti (bandiera)                 | AP    | Sean McDermott   | 1996 | 198 cm | 88 kg  |  |
| 23 | Stati Uniti (bandiera)                 | AP    | Damien Jefferson | 1997 | 196 cm | 100 kg |  |
| 34 | Turchia (bandiera)                     | G     | Yalın Yıldız     | 2008 | 185 cm |        |  |
| 35 | Turchia (bandiera)                     | AG    | Mert Celep (C)   | 1995 | 206 cm | 95 kg  |  |
| 44 | Stati Uniti (bandiera)                 | G     | Roberto Gallinat | 1996 | 192 cm | 82 kg  |  |
| 55 | Kosovo (bandiera) · Turchia (bandiera) | P     | Kenan Sipahi (C) | 1995 | 197 cm | 88 kg  |  |
| 77 | Turchia (bandiera)                     | C     | Muhsin Yaşar     | 1995 | 207 cm | 99 kg  |  |

| Allenatore                                                                                         |
| - Ufuk Sarıca                                                                                      |
| Assistente/i                                                                                       |
| - Sinan Aksoylar - Okan Kılıç - Rüçhan Tamsöz Legenda - (C) Capitano - (IN) Inattivo - Infortunato |

## Mercato

### Sessione estiva
| Acquisti | Acquisti         | Acquisti          | Acquisti    | Acquisti |
| R.a      | Nome             | da                | Modalità    |          |
| -------- | ---------------- | ----------------- | ----------- | -------- |
| P        | Daron Russell    | Manisa            | svincolato  |          |
| G        | Ozan Yılmaz      | Final Spor        | 'svincolato |          |
| AP       | Damien Jefferson | Ostenda           | svincolato  |          |
| AP       | Sean McDermott   | Pall. Varese      | svincolato  |          |
| AG       | James Webb       | Maccabi Tel Aviv  | svincolato  |          |
| C        | Jerry Boutsiele  | Bahçeşehir Koleji | svincolato  |          |
| C        | Mehmet Demirel   | Anadolu Efes      | svincolato  |          |
| C        | Muhsin Yaşar     | Darüşşafaka       | svincolato  |          |

| Cessioni | Cessioni        | Cessioni          | Cessioni       | Cessioni |
| R.       | Nome            | a                 | Modalità       |          |
| -------- | --------------- | ----------------- | -------------- | -------- |
| P        | Jaylon Brown    | Bursaspor         | fine contratto |          |
| G        | Demircan Demir  | Tofaş Bursa       | fine contratto |          |
| GA       | Darrun Hilliard | Breogán           | fine contratto |          |
| AP       | Kelan Martin    | Beşiktaş          | fine contratto |          |
| AG       | Vitto Brown     | Monaco            | fine contratto |          |
| C        | Vernon Carey    | Free agent        | fine contratto |          |
| C        | Furkan Haltalı  | Bahçeşehir Koleji | fine contratto |          |
| C        | Deniz Kılıçlı   | Ankaragücü        | fine contratto |          |

### Dopo l'inizio della stagione
| Acquisti | Acquisti         | Acquisti         | Acquisti         | Acquisti   |
| R.       | Nome             | da               | Data             | Modalità   |
| -------- | ---------------- | ---------------- | ---------------- | ---------- |
| G        | Roberto Gallinat | M.I. Ramat Gan   | 5 febbraio 2025  | svincolato |
| G        | Austin Hollins   | Free agent       | 27 febbraio 2025 | svincolato |
| P        | Mike Smith       | Borac Čačak      | 22 marzo 2025    | svincolato |
| AC       | Suleiman Braimoh | Al-Ittihad Gedda | 28 marzo 2025    | svincolato |
| G        | Edon Maxhuni     | Scafati Basket   | 24 aprile 2025   | svincolato |

| Cessioni | Cessioni         | Cessioni             | Cessioni         | Cessioni    |
| R.       | Nome             | a                    | Data             | Modalità    |
| -------- | ---------------- | -------------------- | ---------------- | ----------- |
| C        | Jerry Boutsiele  | Dubai BC             | 7 gennaio 2025   | rescissione |
| P        | Kenan Sipahi     | Bahçeşehir Koleji    | 7 gennaio 2025   | rescissione |
| P        | Errick McCollum  | Fenerbahçe           | 10 gennaio 2025  | rescissione |
| AG       | James Webb       | Liaoning F. Leopards | 10 gennaio 2025  | rescissione |
| AP       | Sean McDermott   | Pall. Trieste        | 31 gennaio 2025  | rescissione |
| AP       | Damien Jefferson | Niners Chemnitz      | 23 febbraio 2025 | rescissione |
| P        | Daron Russell    | New Taipei DEA       | 25 febbraio 2025 | rescissione |